# Megaloctena alpherakyi
Megaloctena alpherakyi är en fjärilsart som beskrevs av John Henry Leech 1900. Megaloctena alpherakyi ingår i släktet Megaloctena och familjen nattflyn. Inga underarter finns listade i Catalogue of Life.